# Eduard Erkes
August Eduard Erkes (né le 23 juillet 1891 à Gênes, mort le 2 avril 1958 à Leipzig) est un sinologue et ethnologue allemand.

## Biographe
Agostino Edoardo Erkes est le fils de l'homme d'affaires Heinrich Erkes. Il vient vivre en Allemagne en 1906. Après des études à Bonn, il est diplômé à Leipzig en 1913. De 1913 à 1921, il travaille pour le musée d'ethnographie de Leipzig. En 1917, il devient professeur à l'université de Leipzig. Il ne fait pas partie de l'école de Leipzig autour de Georg von der Gabelentz et d'August Conrady, son professeur et beau-père. En 1919, il adhère au SPD et avoue son athéisme. De 1921 à 1933, Erkes est conservateur et directeur du département asiatique du musée ethnographique de Leipzig.
En 1933, Erkes et son épouse Anna-Babette Erkes-Conrady sont radiés après une dénonciation d'Otto Kümmel.
Après la Seconde Guerre mondiale, Erkes redevient professeur. Il enseigne également à l'université Humboldt de Berlin et dirige un temps le Musée Grassi d'ethnologie. Il est un membre actif du SED. En 1950, il est nommé à l'Académie des sciences de Saxe.